# 鹿児島県道391号下手山田帖佐線

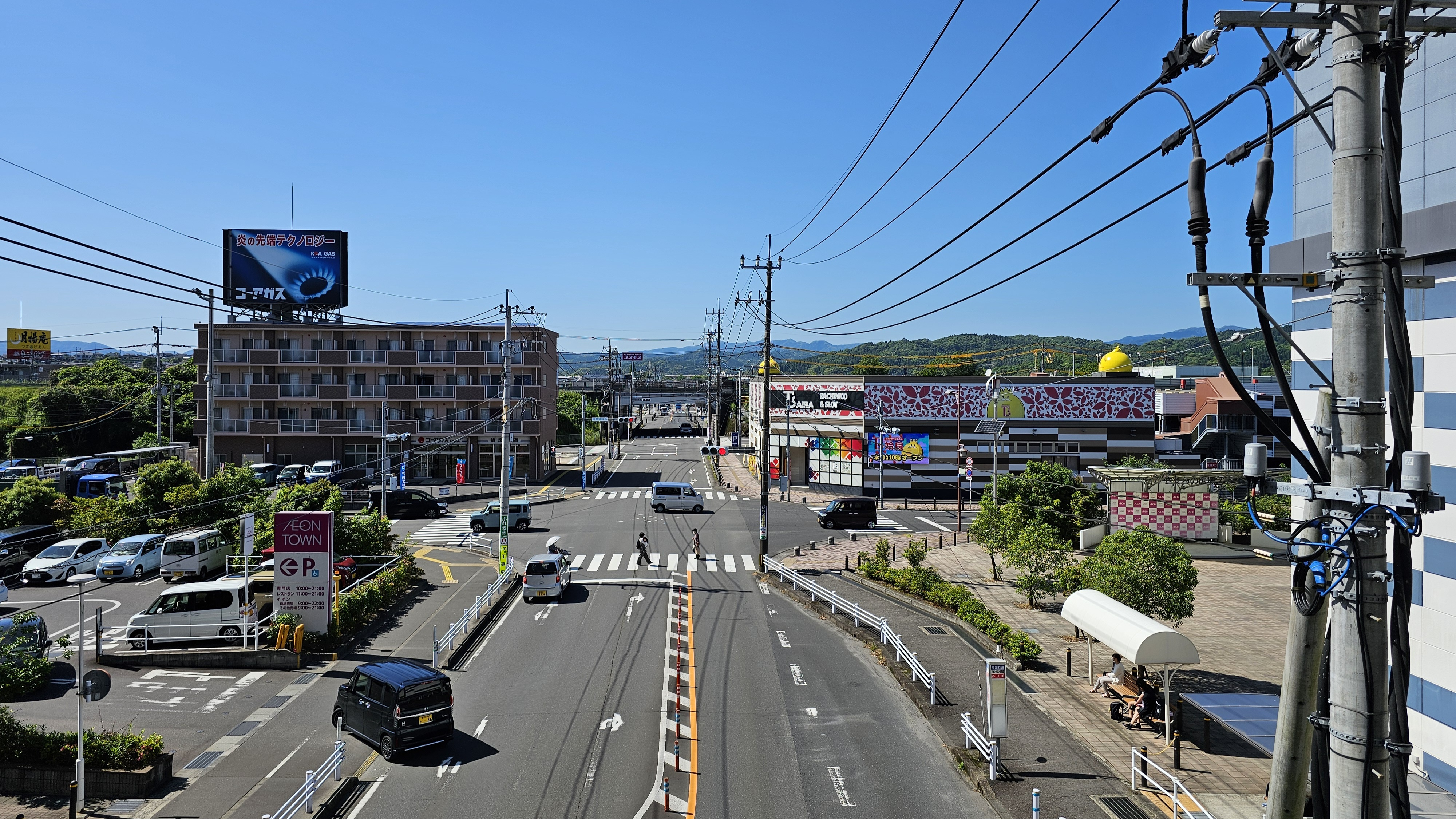
イオンタウン姶良付近

鹿児島県道391号下手山田帖佐線（かごしまけんどう391ごう しもてやまだちょうさせん）は、鹿児島県薩摩川内市から姶良市に至る一般県道である。

## 概要

### 路線データ
- 起点：鹿児島県薩摩川内市祁答院町下手（鹿児島県道51号宮之城加治木線交点）
- 終点：鹿児島県姶良市東餅田（日豊本線 帖佐駅前、鹿児島県道465号松原帖佐停車場線終点）

## 路線状況

### 重複区間
- 鹿児島県道396号薩摩祁答院線（薩摩川内市祁答院町上手）
- 鹿児島県道446号十三谷重富線（姶良市北山 - 姶良市寺師）
- 鹿児島県道40号伊集院蒲生溝辺線（姶良市上名 - 姶良市下名）
- 鹿児島県道42号川内加治木線（姶良市三拾町・山田口交差点 - 姶良市鍋倉・米山交差点）
- 鹿児島県道465号松原帖佐停車場線（姶良市東餅田・帖佐駅前交差点 - 姶良市東餅田・帖佐駅前（終点））

## 地理

### 通過する自治体
- 薩摩川内市
- 姶良市

### 交差する道路
| 交差する道路                                 | 市町村名   | 交差する場所 | 交差する場所    |
| -------------------------------------------- | ---------- | ------------ | --------------- |
| 鹿児島県道51号宮之城加治木線                 | 薩摩川内市 | 祁答院町下手 | 起点            |
| 鹿児島県道396号薩摩祁答院線 重複区間起点     | 薩摩川内市 | 祁答院町上手 |                 |
| 鹿児島県道396号薩摩祁答院線 重複区間終点     | 薩摩川内市 | 祁答院町上手 |                 |
| 鹿児島県道463号浦蒲生線                      | 姶良市     | 蒲生町漆     |                 |
| 鹿児島県道446号十三谷重富線 重複区間起点     | 姶良市     | 北山         |                 |
| 鹿児島県道446号十三谷重富線 重複区間終点     | 姶良市     | 寺師         |                 |
| 鹿児島県道40号伊集院蒲生溝辺線 重複区間起点  | 姶良市     | 上名         |                 |
| 鹿児島県道40号伊集院蒲生溝辺線 重複区間終点  | 姶良市     | 下名         |                 |
| 鹿児島県道42号川内加治木線 重複区間起点      | 姶良市     | 三拾町       | 山田口交差点    |
| 鹿児島県道42号川内加治木線 重複区間終点      | 姶良市     | 鍋倉         | 米山交差点      |
| 国道10号                                     | 姶良市     | 西餅田       | 森南交差点      |
| 鹿児島県道465号松原帖佐停車場線 重複区間起点 | 姶良市     | 東餅田       | 帖佐駅前交差点  |
| 鹿児島県道465号松原帖佐停車場線 重複区間終点 | 姶良市     | 東餅田       | 帖佐駅前 / 終点 |

### 沿線
- 薩摩川内市役所祁答院支所
- 薩摩川内市立上手小学校
- 漆簡易郵便局
- 山田の凱旋門
- E3 九州自動車道 帖佐BS
- 姶良市役所
- JR九州日豊本線 帖佐駅